# Шасла
Шасла (фр. Chasselas) је насељено место у Француској у региону Бургоња, у департману Саона и Лоара.
По подацима из 2011. године у општини је живело 179 становника, а густина насељености је износила 69,92 становника/km².

## Демографија
| 1962. | 1968. | 1975. | 1982. | 1990. | 2011. |
| ----- | ----- | ----- | ----- | ----- | ----- |
| 122   | 129   | 138   | 140   | 171   | 179   |